# AHL 2007/08
Die Saison 2007/08 war die 72. reguläre Saison der American Hockey League (AHL). Die reguläre Saison begann am 3. Oktober 2007 und endete am 13. April 2008. In der Zeit bestritten die 29 Teams der Liga je 80 Begegnungen. Die Playoffs begannen am 16. April 2008.
Das 21. AHL All-Star Classic fand am 28. Januar 2008 in Binghamton, New York im Broome County Veterans Memorial Arena statt. Bei dem Spiel trat ein kanadisches All-Star Team und das Team PlanetUSA, bestehend aus US-amerikanischen und internationalen Spielern, an. Das kanadische All-Star Team gewann das Spiel mit 9:8 nach Penaltyschießen.

## Teamänderungen
Folgende Änderungen wurden vor Beginn der Saison vorgenommen:
- Die ruhenden Utah Grizzlies nahmen ihre Geschäfte wieder auf, wurden nach Cleveland, Ohio umgesiedelt und sind als Lake Erie Monsters in die North Division eingegliedert worden.
- Die ruhenden Cincinnati Mighty Ducks nahmen ihre Geschäfte wieder auf, wurden nach Rockford, Illinois umgesiedelt und sind als Rockford IceHogs in die West Division eingegliedert worden.
- Die Omaha Ak-Sar-Ben Knights wurden nach Moline, Illinois (Quad Cities) umgesiedelt und in Quad City Flames umbenannt und spielen in der West Division.

## Reguläre Saison

### Abschlusstabellen
Abkürzungen: GP = Spiele, W = Siege, L = Niederlagen, OTL = Niederlage nach Overtime, SOL = Niederlage nach Shootout, GF = Erzielte Tore, GA = Gegentore, Pts = Punkte

Erläuterungen: In Klammern befindet sich die Platzierung innerhalb der Conference;       = Playoff-Qualifikation,       = Division-Sieger,       = Conference-Sieger

#### Eastern Conference
| Atlantic Division        | GP | W  | L  | OTL | SOL | GF  | GA  | Pts |
| ------------------------ | -- | -- | -- | --- | --- | --- | --- | --- |
| Providence Bruins (1)    | 80 | 55 | 18 | 3   | 4   | 280 | 206 | 117 |
| Hartford Wolf Pack (2)   | 80 | 50 | 20 | 2   | 8   | 266 | 198 | 110 |
| Portland Pirates (5)     | 80 | 45 | 26 | 5   | 4   | 238 | 215 | 99  |
| Manchester Monarchs (8)  | 80 | 39 | 31 | 5   | 5   | 240 | 228 | 88  |
| Springfield Falcons (11) | 80 | 35 | 35 | 5   | 5   | 214 | 257 | 80  |
| Worcester Sharks (12)    | 80 | 32 | 37 | 5   | 6   | 216 | 258 | 75  |
| Lowell Devils (14)       | 80 | 25 | 43 | 7   | 5   | 183 | 270 | 62  |

| East Division                      | GP | W  | L  | OTL | SOL | GF  | GA  | Pts |
| ---------------------------------- | -- | -- | -- | --- | --- | --- | --- | --- |
| Wilkes-Barre/Scranton Penguins (3) | 80 | 47 | 26 | 3   | 4   | 223 | 187 | 101 |
| Philadelphia Phantoms (4)          | 80 | 46 | 27 | 4   | 3   | 236 | 212 | 99  |
| Albany River Rats (6)              | 80 | 43 | 30 | 3   | 4   | 213 | 198 | 93  |
| Hershey Bears (7)                  | 80 | 42 | 30 | 2   | 6   | 253 | 247 | 92  |
| Bridgeport Sound Tigers (9)        | 80 | 40 | 36 | 1   | 3   | 225 | 240 | 84  |
| Binghamton Senators (10)           | 80 | 34 | 32 | 9   | 5   | 225 | 248 | 82  |
| Norfolk Admirals (13)              | 80 | 29 | 44 | 2   | 5   | 213 | 267 | 65  |

#### Western Conference
| North Division             | GP | W  | L  | OTL | SOL | GF  | GA  | Pts |
| -------------------------- | -- | -- | -- | --- | --- | --- | --- | --- |
| Toronto Marlies (2)        | 80 | 50 | 21 | 3   | 6   | 246 | 203 | 109 |
| Syracuse Crunch (3)        | 80 | 46 | 26 | 2   | 6   | 247 | 201 | 100 |
| Manitoba Moose (4)         | 80 | 46 | 27 | 3   | 4   | 236 | 197 | 99  |
| Hamilton Bulldogs (11)     | 80 | 36 | 34 | 3   | 7   | 208 | 235 | 82  |
| Grand Rapids Griffins (13) | 80 | 31 | 41 | 2   | 6   | 210 | 245 | 70  |
| Lake Erie Monsters (14)    | 80 | 26 | 41 | 6   | 7   | 209 | 276 | 65  |
| Rochester Americans (15)   | 80 | 24 | 46 | 6   | 4   | 197 | 291 | 58  |

| West Division           | GP | W  | L  | OTL | SOL | GF  | GA  | Pts |
| ----------------------- | -- | -- | -- | --- | --- | --- | --- | --- |
| Chicago Wolves (1)      | 80 | 53 | 22 | 2   | 3   | 300 | 226 | 111 |
| Rockford IceHogs (5)    | 80 | 44 | 26 | 4   | 6   | 247 | 231 | 98  |
| Houston Aeros (6)       | 80 | 45 | 29 | 2   | 4   | 206 | 183 | 96  |
| Milwaukee Admirals (7)  | 80 | 44 | 29 | 4   | 3   | 231 | 212 | 95  |
| San Antonio Rampage (8) | 80 | 42 | 28 | 3   | 7   | 238 | 225 | 94  |
| Quad City Flames (9)    | 80 | 38 | 32 | 3   | 7   | 203 | 214 | 86  |
| Peoria Rivermen (10)    | 80 | 38 | 33 | 4   | 5   | 247 | 242 | 85  |
| Iowa Stars (12)         | 80 | 35 | 37 | 5   | 3   | 217 | 255 | 78  |

### Beste Scorer
Abkürzungen: GP = Spiele, G = Tore, A = Assists, Pts = Punkte, +/- = Plus/Minus, PIM = Strafminuten; Fett: Saisonbestwert
| Spieler           | Team        | GP | G  | A  | Pts | +/− | PIM |
| ----------------- | ----------- | -- | -- | -- | --- | --- | --- |
| Jason Krog        | Chicago     | 80 | 39 | 73 | 112 | +16 | 30  |
| Martin St. Pierre | Rockford    | 69 | 21 | 67 | 88  | +3  | 80  |
| Teddy Purcell     | Manchester  | 67 | 25 | 58 | 83  | ±0  | 34  |
| Pierre Parenteau  | Hartford    | 75 | 34 | 47 | 81  | +15 | 81  |
| Cal O’Reilly      | Milwaukee   | 80 | 16 | 63 | 79  | +9  | 22  |
| Brad Moran        | Manitoba    | 74 | 22 | 55 | 77  | +19 | 44  |
| Jeff Tambellini   | Bridgeport  | 57 | 38 | 38 | 76  | −2  | 38  |
| Rob Schremp       | Springfield | 78 | 23 | 53 | 76  | −15 | 64  |
| Pascal Pelletier  | Providence  | 73 | 37 | 38 | 75  | +20 | 66  |
| Grant Stevenson   | Quad City   | 80 | 30 | 43 | 73  | −6  | 58  |

### Beste Torhüter
Abkürzungen: GP = Spiele; TOI = Eiszeit (in Minuten); W = Siege; L = Niederlagen; OTL = Overtime/Shootout-Niederlagen; GA = Gegentore; SO = Shutouts; Sv% = gehaltene Schüsse (in %); GAA = Gegentorschnitt; Fett: Playoffbestwert
| Spieler          | Team         | GP | TOI  | W  | L  | OTL | GA  | SO | Sv%  | GAA  |
| ---------------- | ------------ | -- | ---- | -- | -- | --- | --- | -- | ---- | ---- |
| Nolan Schaefer   | Houston      | 34 | 1980 | 19 | 13 | 0   | 68  | 6  | .924 | 2.06 |
| Jaroslav Halák   | Hamilton     | 28 | 1630 | 15 | 10 | 2   | 57  | 2  | .929 | 2.10 |
| Michael Leighton | Albany       | 58 | 3451 | 28 | 25 | 4   | 121 | 7  | .931 | 2.10 |
| Cory Schneider   | Syracuse     | 29 | 1581 | 15 | 9  | 2   | 58  | 2  | .926 | 2.20 |
| John Curry       | Wilkes-Barre | 40 | 2343 | 24 | 12 | 3   | 87  | 3  | .915 | 2.23 |

## Calder-Cup-Playoffs

### Modus
Für die Playoffs qualifizieren sich in der Eastern Conference je die vier besten Mannschaften der Atlantic Division und der East Divisions. In der Western Conference funktioniert die Verteilung der Playoffplätze anders, da die West Division mit einer Mannschaft stärker besetzt ist, als die North Division. Qualifiziert sind die vier besten Mannschaft der West Division und die drei besten Mannschaften der North Division. Den achten Playoffplatz in der Western Conference erhält entweder die viertplatzierte Mannschaft der North Division oder die fünftplatzierte Mannschaft der West Division. Diejenigen der beiden Mannschaften mit den meisten Punkten ist qualifiziert.
In den ersten beiden Runden spielt jede Division ihren eigenen Sieger aus, ehe im Conference Halbfinale die Sieger der Conferences ausgespielt werden, die im Calder-Cup-Finale aufeinander treffen. Dabei trifft die auf der Setzliste am höchsten befindliche Mannschaft immer auf die niedrigst gesetzte. Der Teilnehmer, der entweder der drittplatzierten der North Division oder der fünftplatzierte der West Division sein wird, nimmt dabei den letzten Platz der Setzliste in der North Division ein. Alle Serien jeder Runde werden im Best-of-Seven-Modus ausgespielt, das heißt, dass ein Team vier Siege zum Erreichen der nächsten Runde benötigt. Das höher gesetzte Team hat dabei die ersten beiden Spiele Heimrecht, die nächsten beiden das gegnerische Team. Sollte bis dahin kein Sieger aus der Runde hervorgegangen sein, wechselt das Heimrecht von Spiel zu Spiel. So hat die höhergesetzte Mannschaft in Spiel 1, 2, 5 und 7, also vier der maximal sieben Spiele, einen Heimvorteil.
Bei Spielen, die nach der regulären Spielzeit von 60 Minuten unentschieden bleiben, folgt die Overtime, die im Gegensatz zur regulären Saison mit fünf Feldspielern gespielt wird. Die Drittel dauern weiterhin 20 Minuten und es wird so lange gespielt, bis ein Team das erste Tor schießt.

### Playoff-Baum
|  | Division Semifinals | Division Semifinals            | Division Semifinals |                       |                                | Division Finals | Division Finals    | Division Finals |  |  | Conference Finals | Conference Finals | Conference Finals |  |  | Calder Cup Finals | Calder Cup Finals | Calder Cup Finals |
|  |                     |                                |                     |                       |                                |                 |                    |                 |  |  |                   |                   |                   |  |  |                   |                   |                   |
|  | E1                  | Wilkes-Barre/Scranton Penguins | 4                   |                       |                                |                 |                    |                 |  |  |                   |                   |                   |  |  |                   |                   |                   |
|  | E4                  | Hershey Bears                  | 1                   |                       |                                |                 |                    |                 |  |  |                   |                   |                   |  |  |                   |                   |                   |
|  | E4                  | Hershey Bears                  | 1                   | E1                    | Wilkes-Barre/Scranton Penguins | 4               |                    |                 |  |  |                   |                   |                   |  |  |                   |                   |                   |
|  |                     |                                |                     | E1                    | Wilkes-Barre/Scranton Penguins | 4               |                    |                 |  |  |                   |                   |                   |  |  |                   |                   |                   |
|  |                     |                                | E2                  | Philadelphia Phantoms | 1                              |                 |                    |                 |  |  |                   |                   |                   |  |  |                   |                   |                   |
|  | E2                  | Philadelphia Phantoms          | E2                  | Philadelphia Phantoms | 1                              | 4               |                    |                 |  |  |                   |                   |                   |  |  |                   |                   |                   |
|  | E2                  | Philadelphia Phantoms          |                     |                       |                                | 4               |                    |                 |  |  |                   |                   |                   |  |  |                   |                   |                   |
|  | E3                  | Albany River Rats              | 3                   |                       |                                |                 |                    |                 |  |  |                   |                   |                   |  |  |                   |                   |                   |
|  | E3                  | Albany River Rats              | 3                   | E1                    | Wilkes-Barre/Scranton Penguins | 4               |                    |                 |  |  |                   |                   |                   |  |  |                   |                   |                   |
|  |                     |                                |                     | E1                    | Wilkes-Barre/Scranton Penguins | 4               | Eastern Conference |                 |  |  |                   |                   |                   |  |  |                   |                   |                   |
|  |                     | A3                             | Portland Pirates    | 3                     |                                |                 |                    |                 |  |  |                   |                   |                   |  |  |                   |                   |                   |
|  | A1                  | A3                             | Portland Pirates    | 3                     | Providence Bruins              | 4               |                    |                 |  |  |                   |                   |                   |  |  |                   |                   |                   |
|  | A1                  |                                |                     |                       | Providence Bruins              | 4               |                    |                 |  |  |                   |                   |                   |  |  |                   |                   |                   |
|  | A4                  | Manchester Monarchs            | 0                   |                       |                                |                 |                    |                 |  |  |                   |                   |                   |  |  |                   |                   |                   |
|  | A4                  | Manchester Monarchs            | 0                   | A1                    | Providence Bruins              | 2               |                    |                 |  |  |                   |                   |                   |  |  |                   |                   |                   |
|  |                     |                                |                     | A1                    | Providence Bruins              | 2               |                    |                 |  |  |                   |                   |                   |  |  |                   |                   |                   |
|  |                     |                                | A3                  | Portland Pirates      | 4                              |                 |                    |                 |  |  |                   |                   |                   |  |  |                   |                   |                   |
|  | A2                  | Hartford Wolf Pack             | A3                  | Portland Pirates      | 4                              | 1               |                    |                 |  |  |                   |                   |                   |  |  |                   |                   |                   |
|  | A2                  | Hartford Wolf Pack             |                     |                       |                                |                 |                    |                 |  |  |                   |                   |                   |  |  |                   |                   |                   |
|  | A3                  | Portland Pirates               | 4                   |                       |                                |                 |                    |                 |  |  |                   |                   |                   |  |  |                   |                   |                   |
|  | A3                  | Portland Pirates               | 4                   | E1                    | Wilkes-Barre/Scranton Penguins | 2               |                    |                 |  |  |                   |                   |                   |  |  |                   |                   |                   |
|  |                     |                                |                     |                       |                                |                 |                    |                 |  |  |                   |                   |                   |  |  |                   |                   |                   |
|  |                     | W1                             | Chicago Wolves      | 4                     |                                |                 |                    |                 |  |  |                   |                   |                   |  |  |                   |                   |                   |
|  | W1                  | W1                             | Chicago Wolves      | 4                     | Chicago Wolves                 | 4               |                    |                 |  |  |                   |                   |                   |  |  |                   |                   |                   |
|  | W1                  |                                |                     |                       | Chicago Wolves                 | 4               |                    |                 |  |  |                   |                   |                   |  |  |                   |                   |                   |
|  | W4                  | Milwaukee Admirals             | 2                   |                       |                                |                 |                    |                 |  |  |                   |                   |                   |  |  |                   |                   |                   |
|  | W4                  | Milwaukee Admirals             | 2                   | W1                    | Chicago Wolves                 | 4               |                    |                 |  |  |                   |                   |                   |  |  |                   |                   |                   |
|  |                     |                                |                     | W1                    | Chicago Wolves                 | 4               |                    |                 |  |  |                   |                   |                   |  |  |                   |                   |                   |
|  |                     |                                | W2                  | Rockford IceHogs      | 3                              |                 |                    |                 |  |  |                   |                   |                   |  |  |                   |                   |                   |
|  | W2                  | Rockford IceHogs               | W2                  | Rockford IceHogs      | 3                              | 4               |                    |                 |  |  |                   |                   |                   |  |  |                   |                   |                   |
|  | W2                  | Rockford IceHogs               |                     |                       |                                | 4               |                    |                 |  |  |                   |                   |                   |  |  |                   |                   |                   |
|  | W3                  | Houston Aeros                  | 1                   |                       |                                |                 |                    |                 |  |  |                   |                   |                   |  |  |                   |                   |                   |
|  | W3                  | Houston Aeros                  | 1                   | W1                    | Chicago Wolves                 | 4               |                    |                 |  |  |                   |                   |                   |  |  |                   |                   |                   |
|  |                     |                                |                     | W1                    | Chicago Wolves                 | 4               | Western Conference |                 |  |  |                   |                   |                   |  |  |                   |                   |                   |
|  |                     | N1                             | Toronto Marlies     | 1                     |                                |                 |                    |                 |  |  |                   |                   |                   |  |  |                   |                   |                   |
|  | N1                  | N1                             | Toronto Marlies     | 1                     | Toronto Marlies                | 4               |                    |                 |  |  |                   |                   |                   |  |  |                   |                   |                   |
|  | N1                  |                                |                     |                       |                                |                 |                    |                 |  |  |                   |                   |                   |  |  |                   |                   |                   |
|  | W5                  | San Antonio Rampage            | 3                   |                       |                                |                 |                    |                 |  |  |                   |                   |                   |  |  |                   |                   |                   |
|  | W5                  | San Antonio Rampage            | 3                   | N1                    | Toronto Marlies                | 4               |                    |                 |  |  |                   |                   |                   |  |  |                   |                   |                   |
|  |                     |                                |                     | N1                    | Toronto Marlies                | 4               |                    |                 |  |  |                   |                   |                   |  |  |                   |                   |                   |
|  |                     |                                | N2                  | Syracuse Crunch       | 3                              |                 |                    |                 |  |  |                   |                   |                   |  |  |                   |                   |                   |
|  | N2                  | Syracuse Crunch                | N2                  | Syracuse Crunch       | 3                              | 4               |                    |                 |  |  |                   |                   |                   |  |  |                   |                   |                   |
|  | N2                  | Syracuse Crunch                |                     |                       |                                |                 |                    |                 |  |  |                   |                   |                   |  |  |                   |                   |                   |
|  | N3                  | Manitoba Moose                 | 2                   |                       |                                |                 |                    |                 |  |  |                   |                   |                   |  |  |                   |                   |                   |

### Calder-Cup-Sieger
| Calder-Cup-Sieger Chicago Wolves | Torhüter: Robert Gherson, Ondřej Pavelec Verteidiger: Brian Fahey, Artūrs Kulda, Joel Kwiatkowski, Grant Lewis, Nathan Oystrick, Karel Pilař, Brian Sipotz, Boris Valábik Angreifer: Matt Anderson, Joey Crabb, Guillaume Desbiens, André Deveaux, Kevin Doell, Mike Hamilton, Darren Haydar, Jason Krog, Jordan LaVallée-Smotherman, Bryan Little, Steve Martins, Joe Motzko, Jesse Schultz, Brett Sterling, Colin Stuart Cheftrainer: John Anderson General Manager: Kevin Cheveldayoff |

## Vergebene Trophäen

### Mannschaftstrophäen
| Auszeichnung                                                     | Team                           |
| ---------------------------------------------------------------- | ------------------------------ |
| Calder Cup Gewinner der AHL-Playoffs                             | Chicago Wolves                 |
| Richard F. Canning Trophy Gewinner des Eastern Conference-Finale | Wilkes-Barre/Scranton Penguins |
| Robert W. Clarke Trophy Gewinner des Western Conference-Finale   | Chicago Wolves                 |
| Macgregor Kilpatrick Trophy Bestes Team der Regulären Saison     | Providence Bruins              |
| Frank S. Mathers Trophy Bestes Team der Eastern Conference       | Providence Bruins              |
| Norman R. „Bud“ Poile Trophy Bestes Team der Western Conference  | Chicago Wolves                 |
| Emile Francis Trophy Bestes Team der Atlantic Division           | Providence Bruins              |
| F. G. „Teddy“ Oke Trophy Bestes Team der East Division           | Wilkes-Barre/Scranton Penguins |
| Sam Pollock Trophy Bestes Team der North Division                | Toronto Marlies                |
| John D. Chick Trophy Bestes Team der West Division               | Chicago Wolves                 |

### Individuelle Trophäen
| Auszeichnung                                                                                                   | Spieler                    | Team                |
| --- | -------------------------- | ------------------- |
| Les Cunningham Award MVP der regulären Saison                                                                  | Jason Krog                 | Chicago Wolves      |
| John B. Sollenberger Trophy Bester Scorer                                                                      | Jason Krog                 | Chicago Wolves      |
| Willie Marshall Award Bester Torschütze                                                                        | Jason Krog                 | Chicago Wolves      |
| Dudley „Red“ Garrett Memorial Award Bester Rookie                                                              | Teddy Purcell              | Manchester Monarchs |
| Eddie Shore Award Bester Verteidiger                                                                           | Andrew Hutchinson          | Hartford Wolf Pack  |
| Aldege „Baz“ Bastien Memorial Award Bester Torhüter                                                            | Michael Leighton           | Albany River Rats   |
| Harry „Hap“ Holmes Memorial Award Torhüter mit dem geringsten Gegentorschnitt                                  | Barry Brust Nolan Schaefer | Houston Aeros       |
| Louis A. R. Pieri Memorial Award Bester Trainer                                                                | Scott Gordon               | Providence Bruins   |
| Fred T. Hunt Memorial Award Für den Spieler, der durch Fairness, Einsatz und Hingabe herausragt                | Jordan Sigalet             | Providence Bruins   |
| Yanick Dupré Memorial Award Für den Spieler, der sich durch besonderen Einsatz in der Gesellschaft auszeichnet | Denis Hamel                | Binghamton Senators |
| Jack A. Butterfield Trophy MVP der Calder-Cup-Playoffs                                                         | Jason Krog                 | Chicago Wolves      |